# Cupriavidus
Genre
Espèces de rang inférieur
- voir texte

Cupriavidus est un genre bactérien, membre des Betaproteobacteria. Ce sont des bactéries Gram-négatives mobiles, de forme ronde ayant un métabolisme oxydant. Elles possèdent des flagelles péritriches. Ce sont des organismes aérobiques obligatoires chimiolithotrophes. Ce genre est connu pour sa multirésistance aux métaux lourds et est un modèle biologique en bioremédiation. 
Ce genre regroupe des espèces autrefois classées dans le genre Wautersia, et encore avant dans le genre Ralstonia.
- Cupriavidus basilensis (Steinle et al. 1999) Vandamme & Coenye 2004
- Cupriavidus campinensis (Goris et al. 2001) Vandamme & Coenye 2004
- Cupriavidus gilardii (Coenye et al. 1999) Vandamme & Coenye 2004
- Cupriavidus laharis Sato et al. 2006
- Cupriavidus metallidurans (Goris et al. 2001) Vandamme & Coenye 2004
- Cupriavidus necator Makkar & Casida 1987 (espèce type)
- Cupriavidus oxalaticus (Sahin et al. 2000) Vandamme & Coenye 2004
- Cupriavidus pauculus (Vandamme et al. 1999) Vandamme & Coenye 2004
- Cupriavidus pinatubonensis Sato et al. 2006
- Cupriavidus respiraculi (Coenye et al. 2003) Vandamme & Coenye 2004
- Cupriavidus taiwanensis (Chen et al. 2001) Vandamme & Coenye 2004